# Jean Daninos
Jean Daninos, född 2 december 1906 i Paris, avliden 13 oktober 2001 i Cannes, var en fransk entreprenör och formgivare. Han är mest känd som grundare av Facel Vega.
Efter avslutad skola och militärtjänst fick Daninos anställning hos Citroën 1928. 1934 flyttade han till flygplanstillverkaren Morane-Saulnier.
1936 öppnade han sitt eget designkontor och 1939 grundade han Facel (Forges et Ateliers de Construction d'Eure-et-Loir). Under andra världskriget producerades främst metalldelar för flygplan. Efter kriget blev Facel underleverantör till fordonsindustrin och tillverkade bland annat delar till Ford och Simca. Man levererade också hela karosser till Panhard. I början av 1950-talet byggde Facel även specialkarosser efter beställning från privatpersoner.
Från mitten av 50-talet såldes den egna modellen Facel Vega, i små serier. Senare uppstod kvalitetsproblem med företagets egenutvecklade motorer och 1964 upphörde slutligen produktionen.